# Таблоидна журналистика
Таблоидната журналистика (също и жълта журналистика) е популярен стил на сензационна журналистика (обикновено драматизирана и често непроверяема или дори откровено невярна), чието име идва от формата: малък по размер вестник (наполовина брошура). Размерът се асоциира със сензационност и таблоидната журналистика заменя по-ранния етикет на жълтата журналистика и скандалните вестници. Изданията, които се занимават с таблоидна журналистика, са известни също и като парцалени вестници. Не всички вестници, свързвани с таблоидната журналистика, са с таблоиден размер и не всички вестници с таблоиден размер се занимават с таблоидна журналистика; по-специално, след 2000 г. много вестници с широкоформатен характер преминават към по-компактния таблоиден формат.
В някои случаи известни личности успешно завеждат дела за клевета, като доказват, че таблоидите са ги оклеветили.
След 2000г. таблоидната журналистика все повече се насочва към онлайн платформи, които се стремят да привлекат и ангажират младите потребители с новини за знаменитости и развлекателни материали.

## Скандални вестници
Скандалните вестници са предшественици на таблоидната журналистика. Около 1770 г. скандалните вестници се появяват в Лондон, а в Съединените щати – още през 40-те години на XIX век. Преподобният Хенри Бейт е редактор на един от първите скандални вестници, The Morning Post, който се специализира в отпечатването на злостни клюки от обществото, разпространява положителни споменавания на страниците си и събира подкупи, за да не публикува истории. Други скандални вестници от Джорджианската епоха са John Bull на Теодор Хук, The Age на Чарлз Молой Уестмакот и The Satirist на Барнард Грегъри.  Уилям д'Алтън Ман, собственик на скандалния всекидневник Town Topics, обяснява целта си така: „Амбицията ми е да реформирам четиристотинте, като ги накарам да се отвратят твърде дълбоко от себе си, за да продължат глупавия си, празен начин на живот“.  Много от скандалните вестници в САЩ са били краткотрайни опити за изнудване.  Един от най-популярните в Щатите е National Police Gazette.
В началото на XX век скандалните вестници са обикновено евтини вестничета от 4 или 8 страници, съдържащи лъжливи и нецензурни материали, които понякога се използват за политически, идеологически или лични цели, понякога за печелене на пари (защото „скандалът продава“), а понякога и за изнудване. Пример за това е The Rip-saw от Дулут, Минесота, написан от пуритански настроения журналист Джон Р. Морисън, който бил възмутен от порока и корупцията, които наблюдавал в този миньорски град през 20-те години на миналия век. The Rip-saw редовно публикувал обвинения в пиянство, разврат и корупция срещу видни граждани и държавни служители. В един от случаите Морисън е осъден за клевета, но скандалният му вестник може би е допринесъл за това няколко политици да загубят на избори. След като Морисън публикува брой, в който твърди, че щатският сенатор Майк Бойлан го е заплашвал с убийство, Бойлан реагира, като помага за приемането на Закона за обществените нарушения от 1925 г. Той позволява на един съдия, без съдебни заседатели, да спре завинаги издаването на вестник или списание. Морисън умира, преди новият закон да бъде използван за спирането на The Rip-saw. The Saturday Press е друг скандален вестник в Минесота. Когато Законът за обществените нарушения от 1925 г. е използван за спирането на The Saturday Press, делото стига до Върховния съд на Съединените щати, който установява, че законът за „запушване на устата“ е противоконституционен.

## Магазинни таблоиди
в Съединените щати и Канада „таблоиди от магазина“ са големи национални версии на тези таблоиди, които обикновено се публикуват седмично. Те са наречени така заради видимото им разположение покрай касите на супермаркетите.
През 60-те години на миналия век National Enquirer започва да продава списания в супермаркетите като алтернатива на вестникарските павилиони. За да подпомогнат взаимоотношенията си със супермаркетите и да продължат франчайза си в тях, те предлагат да изкупуват обратно непродадените броеве, за да могат да се излагат по-нови и по-актуални.
Тези таблоиди - като The Globe и National Enquirer - често използват агресивни и обикновено злонамерени тактики, за да продават своите издания. За разлика от обикновените вестници с таблоиден формат, таблоидите в супермаркетите се разпространяват чрез канала за разпространение на списания, както другите седмични списания и масовите книги с меки корици. Водещите примери включват National Enquirer, Star, Weekly World News (по-късно преоткрит като пародия на стила) и Sun. Повечето големи таблоиди в супермаркетите в САЩ се издават от American Media, Inc. включително National Enquirer, Star, The Globe и National Examiner.
Важно събитие в историята на таблоидите в супермаркетите в САЩ е успешното съдебно дело за клевета, заведено от Карол Бърнет срещу National Enquirer (Carol Burnett v. National Enquirer, Inc.), породено от фалшив репортаж в National Enquirer от 1976 г., в който се твърди, че тя е била пияна и буйна по време на публична среща с държавния секретар на САЩ Хенри Кисинджър. Макар че влиянието на делото е широко обсъждано, като цяло то се счита за значителен поврат в отношенията между известните личности и таблоидната журналистика, като увеличава готовността на известните личности да подават искове за клевета в САЩ и донякъде намалява безразсъдството на американските таблоиди. Други известни личности са се опитвали да съдят таблоидни списания за клевета и обида, включително Ричард Симънс през 2017 г. и Фил Макгроу през 2016 г.
Таблоидите могат да плащат за истории. Освен за сензации, предназначени за водещи новини, това може да се използва за цензуриране на истории, които вредят на съюзниците на вестника. Известно като „хвани и убий“, таблоидните вестници могат да платят на някого за изключителните права върху дадена история, след което да решат да не я публикуват. Издателят American Media е обвиняван, че е загърбил истории, неудобни за Арнолд Шварценегер, Доналд Тръмп и Харви Уайнстийн.

## Червен фон на логото
Червен фон на логото (от англ. red tops - червена горна част) се отнася за британските таблоиди, като The Sun, Daily Star, Daily Mirror и Daily Record, с който дизайн всъщност са известни и различими от сериозните вестници.

## Модерна таблоидна журналистика
През последното десетилетие голяма част от таблоидната журналистика и новинарството смениха медиите си с онлайн формати поради прехода към цифрови медии. Тази промяна е в крак с ерата на цифровите медии и позволява по-голяма достъпност за читателите. С постоянното намаляване на платените вестници, празнината беше запълнена от очакваните безплатни ежедневни статии, най-вече в таблоиден формат. Читателите на таблоиди често са млади хора, а проучванията показват, че потребителите на таблоиди са средно по-малко образовани. Често в тях могат да се представят неточни новини и да се изопачават лица и ситуации.